# شهرستان لیزله
شهرستان لیزله (به انگلیسی: L'Islet Regional County Municipality) یک منطقهٔ مسکونی در کانادا است که در شودییر-آپالاش واقع شده‌است. شهرستان لیزله ۲٬۴۴۸٫۵۰ کیلومتر مربع مساحت و ۱۸٬۵۱۷ نفر جمعیت دارد.